# Площадка для отдыха левой ноги

«Мёртвая» педаль крайняя слева

Площадка для отдыха левой ноги, в некоторых языках также называемая «мёртвой педалью», расположена слева от педального узла и используется сразу в нескольких целях:
- Служит подставкой для отдыха левой ноги во время длительной поездки.
- В автомобилях с механическими коробками передач помогает водителю не держать ногу на педали сцепления в движении (что является «дурной привычкой», ведущей к ускоренному износу сцепления).
- Служит точкой опоры водителю при выполнении экстремальных маневров.

## История создания
Использование «мёртвой» педали изначально пошло из стран с левосторонним движением, так как на автомобилях с правым расположением рулевого управления слева от педального узла находится трансмиссионный тоннель, удобно опереть на который свободную ногу сложно. В настоящее время, тем не менее, площадки для отдыха левой ноги имеются на большей части современных автомобилей.
В других случаях, на месте площадки могут располагаться органы управления. Например, раньше на многих автомобилях слева от педального узла размещались переключатель ближнего-дальнего света и ножной насос омывателя лобового стекла. На старых американских автомобилях, лимузинах ЗИЛ и практически всех автомобилях Mercedes-Benz на этом месте расположена педаль стояночного тормоза.